# COLORFUL POP
《COLORFUL POP》（彩色拍譜）是E-girls的第2張原創專輯。於2014年3月19日發行。唱片公司為rhythm zone。

## 概要
- 與上一張原創專輯《Lesson 1》相距約11個月。此專輯是Happiness的杉枝真結和EGD的武田杏香退出前最後參與的專輯
- 收錄第6張單曲《滿懷歉意的Kissing You》至第8張單曲《Diamond Only》3首A面曲和5首B面曲，共8首曲目。
- 新曲《RYDEEN 〜Dance All Night〜》為此專輯的主打曲目，是E-girls第6首翻唱歌曲，原唱者為YELLOW MAGIC ORCHESTRA（YMO）。
- 新曲《A S A P》是電影《女子ーズ》主題曲。
- 本作分「初回限定盤（CD+DVD）」和「CD盤」2種版本
- 「初回限定盤」收錄了《滿懷歉意的Kissing You》、《轉啊轉》、《Diamond Only》、《RYDEEN 〜Dance All Night〜》4首歌曲的Music Video，並收錄BONUS影像「滿懷歉意的Kissing You ～電影「謝罪大王」片尾影像・特別版～」。
- 在3月31日於公信榜專輯週排行榜取得第1位，繼《Lesson 1》後，連續兩張專輯於排行榜取得第1位。
- 此專輯於3月19日至25日於日本ORICON公信榜專輯日間排行榜取得第1位。

## 收錄內容

### CD
1. RYDEEN 〜Dance All Night〜
（作詞：Maria Okada・MNDR、作曲：高橋幸宏、編曲：CLARABELL）
2nd專輯《COLORFUL POP》主打曲目
2. 滿懷歉意的Kissing You（ごめんなさいのKissing You）
（作詞：Yu Shimoji、作曲・編曲：CLARABELL(RzC)）
6th單曲・電影《謝罪大王》主題曲
3. Diamond Only
（作詞：藤林聖子、作曲・編曲：Erik Lidbom・Albi Albertsson）
8th單曲・日本電視台連續劇《戀文日和》主題曲
4. A S A P
（作詞：Yu Shimoji、作曲：Kanata Okajima・Albi Albertsson・Ricky Hanley）
電影《女子ーズ》主題曲
5. Fancy Baby
（作詞:Kanata Okajima、作曲：John Hallgren・Kanata Okajima、編曲：John Hallgren）
6th單曲・《滿懷歉意的Kissing You》的B面曲
6. 離別（サヨナラ）
（作詞：Masato Odake、作曲：Kohei Yokono・ULO）
7th單曲・《轉啊轉》的B面曲
7. 迎向未來（未来へ）
（作詞：Natsumi Watanabe、作曲：Naoko Kawakami）
8. CHEWING GUM
（作詞：藤林聖子、作曲：CLARABELL）
9. 轉啊轉（クルクル）
（作詞：Jam9・Yu Shimoji、作曲：Jam9・ArmySlick）
7th單曲・朝日電視台節目《お願い!ランキング》2013年11月度片尾曲、UHA味覚糖「e-maのど飴」電視廣告歌曲、ABC-MART「ボアコレクション」電視廣告歌曲
10. I Heard A Rumour 〜謠言Wassap!〜（I Heard A Rumour 〜ウワサWassap!〜）
（作詞・作曲：Matthew James Aitken・Sarah Elizabeth Dallin・Siobhan Fahey・Alan Peter Waterman・Keren Jane Woodward・Mike Stock、日本語詞：藤林聖子）
7th單曲・《轉啊轉》的B面曲
11. 戀愛Boogie・Woogie・Train（恋のブギ・ウギ・トレイン）
（作詞：Minako Yoshida、作曲：Tatsuro Yamashita、編曲：Yuta Nakano）
6th單曲・《滿懷歉意的Kissing You》的B面曲
12. Winter Love 〜愛的贈禮〜（Winter Love 〜愛の贈り物〜）
（作詞：Dr. Queen B・Emyli、作曲：Dr. Queen B）
7th單曲・《轉啊轉》的B面曲
13. 約定的地方（約束の場所）
（作詞：Jam9、作曲：Jam9・ArmySlick）
14. Follow Me -COLORFUL ROCK-
（作詞：藤林聖子、作曲：Jam9/ArmySlick）

### DVD
1. 滿懷歉意的Kissing You （Music Clip）
2. 轉啊轉 （Music Clip）
3. Diamond Only （Music Clip）
4. RYDEEN 〜Dance All Night〜 （Music Clip）
5. 滿懷歉意的Kissing You ～電影「謝罪大王」片尾影像・特別版～（Bonus Track）

## 選拔成員

### RYDEEN 〜Dance All Night〜
- 螢光字為主唱
  - Dream：Shizuka、Aya、Ami、Erie
  - Happiness：SAYAKA、楓、藤井夏戀、MIYUU、YURINO、須田安娜
  - Flower：藤井萩花、重留真波、中島美央、鷲尾伶菜、市來杏香、坂東希、佐藤晴美
  - EGD：生田梨沙、渡邉真梨奈

### A S A P
- 主唱：Shizuka、Erie、市來杏香、武部柚那

### 迎向未來
- 主唱：Shizuka、Ami、鷲尾伶菜

### CHEWING GUM
- 主唱：Ami、市來杏香、武部柚那

### 約定的地方
- 主唱：Shizuka、Aya、Ami、Erie、藤井夏戀、杉枝真結、川本璃、鷲尾伶菜、武藤千春、市來杏香、武部柚那